# ティム・ウォルシュ
ティム・ウォルシュ（Tim Walsh、1979年4月10日 - ）は、オーストラリアのラグビー指導者。現在7人制オーストラリア代表のヘッドコーチを務めている。

## プロフィール
- オーストラリア・シドニー出身[1]。
- 現役時代のポジションはスタンドオフ(SO)。
- 7人制オーストラリア代表に選ばれたことがある[2]。

## 略歴
現役時代はレッズ、ウスター・ウォリアーズなどでプレーしていた。
現役引退後、2013年、7人制女子オーストラリア代表のヘッドコーチに就任。
2016年、2016リオ五輪ではオーストラリア金メダルに貢献。
2018年、7人制オーストラリア代表のヘッドコーチに就任。